# MotorLand Aragón
MotorLand Aragón es un circuito de carreras y complejo multifuncional dedicado al mundo del motor ubicado a unos 8 km del municipio de Alcañiz ubicado en la provincia de Teruel en la comunidad autónoma de Aragón, España. Es sede del Gran Premio de Aragón de Motociclismo, de pruebas del Campeonato Mundial de Superbikes y de pruebas de automovilismo como el Campeonato de España de Turismos, la European Le Mans Series. El complejo tiene una superficie total de 350 hectáreas, más grande incluso que el municipio adyacente. En total dispone de seis circuitos: El circuito de velocidad diseñado por el Ingeniero alemán Hermann Tilke, este cuenta con 2 trazados, uno para competiciones de Motociclismo (Trazado FIM) y otro de mayor longitud para Automovilismo (Trazado FIA), un circuito internacional de karting y cuatro de tierra, (autocross, dirt-track, supermotard y motocross). Igualmente, cuenta con el Parque Tecnológico TechnoPark MotorLand de 21 hectáreas para investigación y desarrollo sobre el campo de la movilidad, en los campos de pruebas y seguridad vial.

## Historia

### Circuito urbano de Alcañiz (1965 - 2003)

El Circuito Guadalope. (1965-2003)

Alcañiz es una pieza clave en la historia del Automovilismo Español poseyendo una larga tradición y trayectoria automovilística. El doctor Joaquín repolles fue el impulsor de las carreras en la ciudad celebrandose el primer gran premio en 1965 en el circuito urbano Guadalope, conocido como el "Mónaco" español por el cual han pasado célebres pilotos como Carlos Sainz (Copa Renault R5), Antonio Albacete (Opel GSI y BMW) o Fabrizio Giovanardi (Alfa Romeo), que participó en el Campeonato Mundial de Turismos; además de expilotos de Fórmula 1 como Álex Soler-Roig, Emilio de Villota, Adrián Campos y Luis Pérez Sala. La ciudad también ha acogido el Rally de Tierra de Alcañiz que forma parte del Campeonato de España de Rallies.

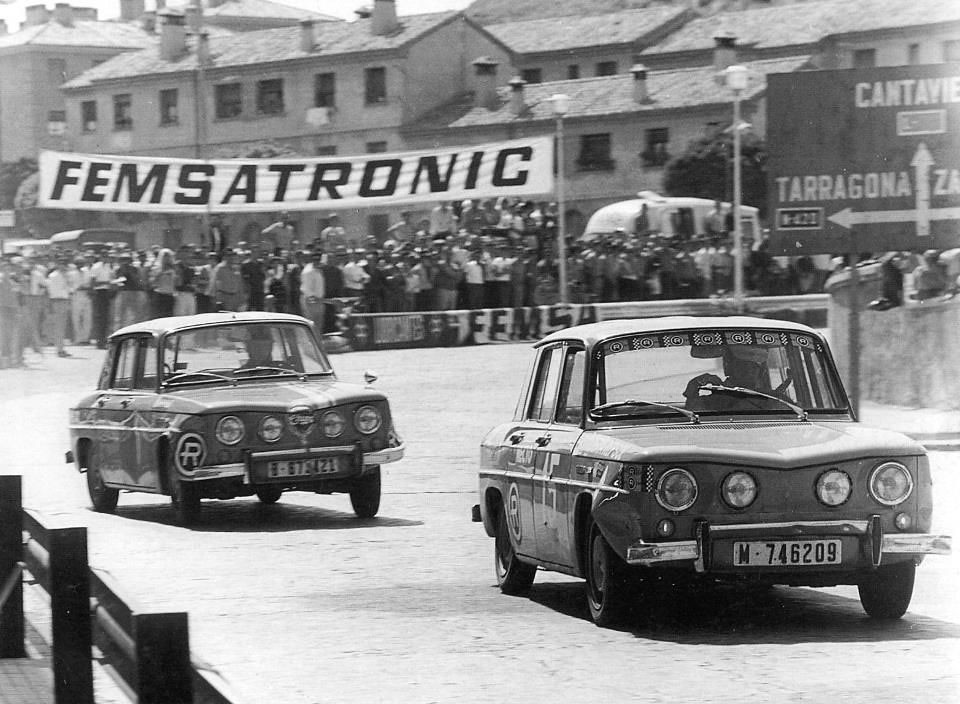
Carreras en el Circuito Guadalope

El Real Automóvil Club Circuito Guadalope fue el principal responsable tanto de la organización de los grandes premios de la ciudad de Alcañiz, como de las diversas pruebas automovilísticas que se realizan en la comarca del Bajo Aragón (Rallysprint, Autocross y Rallies). También se encarga en la actualidad de la organización de las distintas pruebas que se llevan a cabo en el circuito permanente alcañizano.
A pesar del éxito de las carreras las limitaciones comenzaron a surgir. En 1985 un trágico accidente con dos víctimas del público llevó a los primeros debates y reivindicaciones para conseguir un circuito permanente en la población como sustitutivo del urbano, el interés local fue a más a medida que durante los años 90 la Real Federación Española de Automovilismo impuso restricciónes adicionales al circuito urbano por cuestiones de seguridad, lo que fue mermando su viabilidad. A partir de 1998 la federación dejó de organizar competiciones nacionales. Llegado el nuevo siglo y ya albergando sólo competiciones regionales, el proyecto del circuito permanente se empezaba a escribir y los motores dejaron de rugir por las calles de Alcañiz con el último gran premio ciudad de Alcañiz de 2003, marcando el final de una era, con las vistas ya puestas en la futura Ciudad del Motor.

### Proyecto Ciudad del Motor (2003 - 2009)

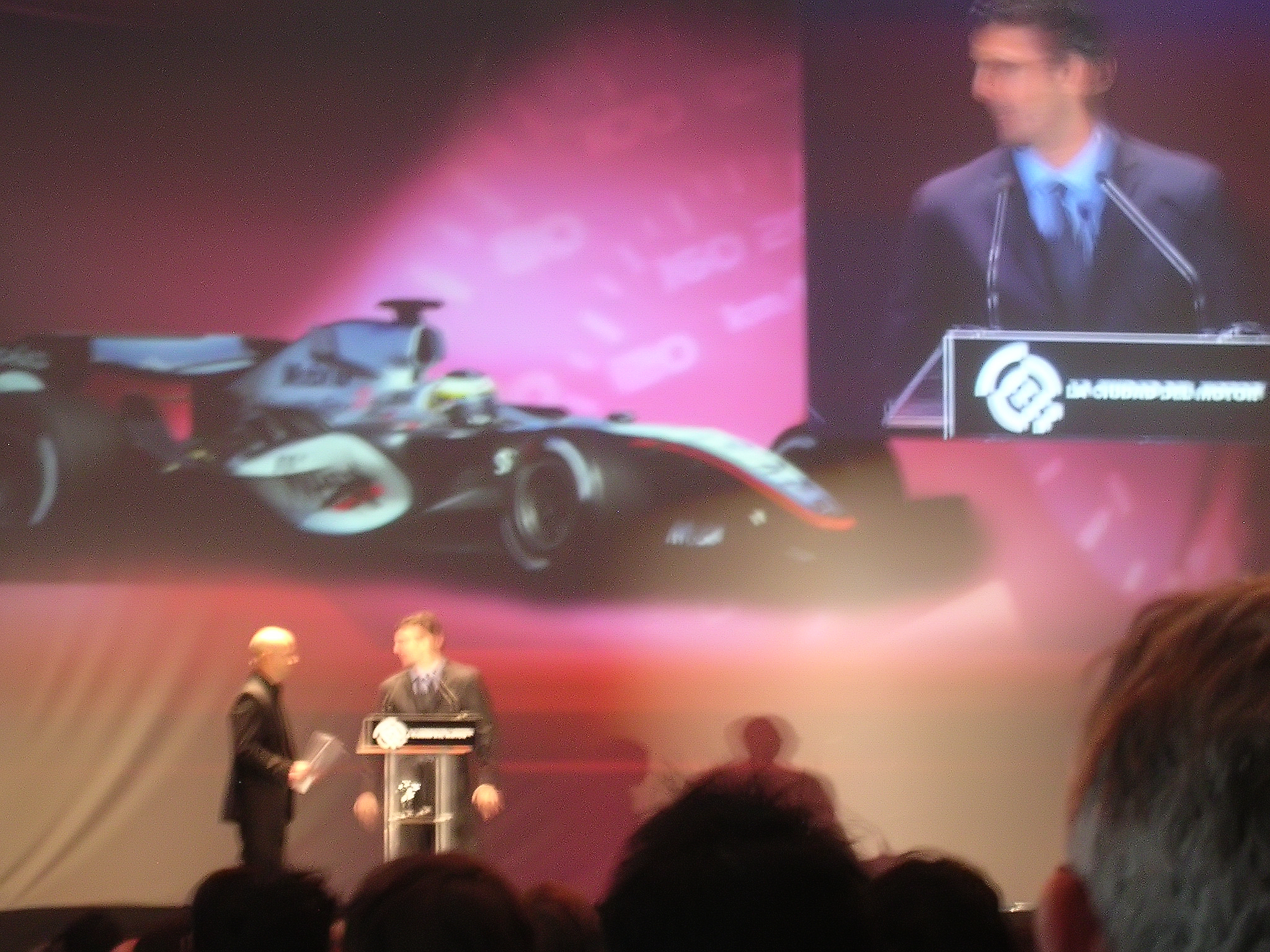
Pedro de la Rosa y Antonio Lobato presentando la ciudad del motor en Zaragoza (2006)

La "Ciudad del Motor de Aragón" (nombre del proyecto original) fue constituida como empresa pública en el 2001 y promovida por el Gobierno de Aragón, la Diputación Provincial de Teruel y el Ayuntamiento de Alcañiz. Para su inicio dispuso de un presupuesto de 100 millones de euros.
El piloto Español Pedro de la Rosa ejerció de embajador del proyecto y asesor del diseño de la pista junto a Tilke. En 2006 iniciaron las obras, en 2007 se inauguró el circuito internacional de Karting para dar paso posteriormente a los circuitos de tierra. En 2008 el proyecto fue renombrado pasando al actual MotorLand Aragón. Finalmente se completó el proyecto el 6 de septiembre de 2009, cuando se inauguró el circuito de velocidad celebrando aquel día su primera carrera del campeonato de Aragón.

### Actualidad (2009 - Hoy)

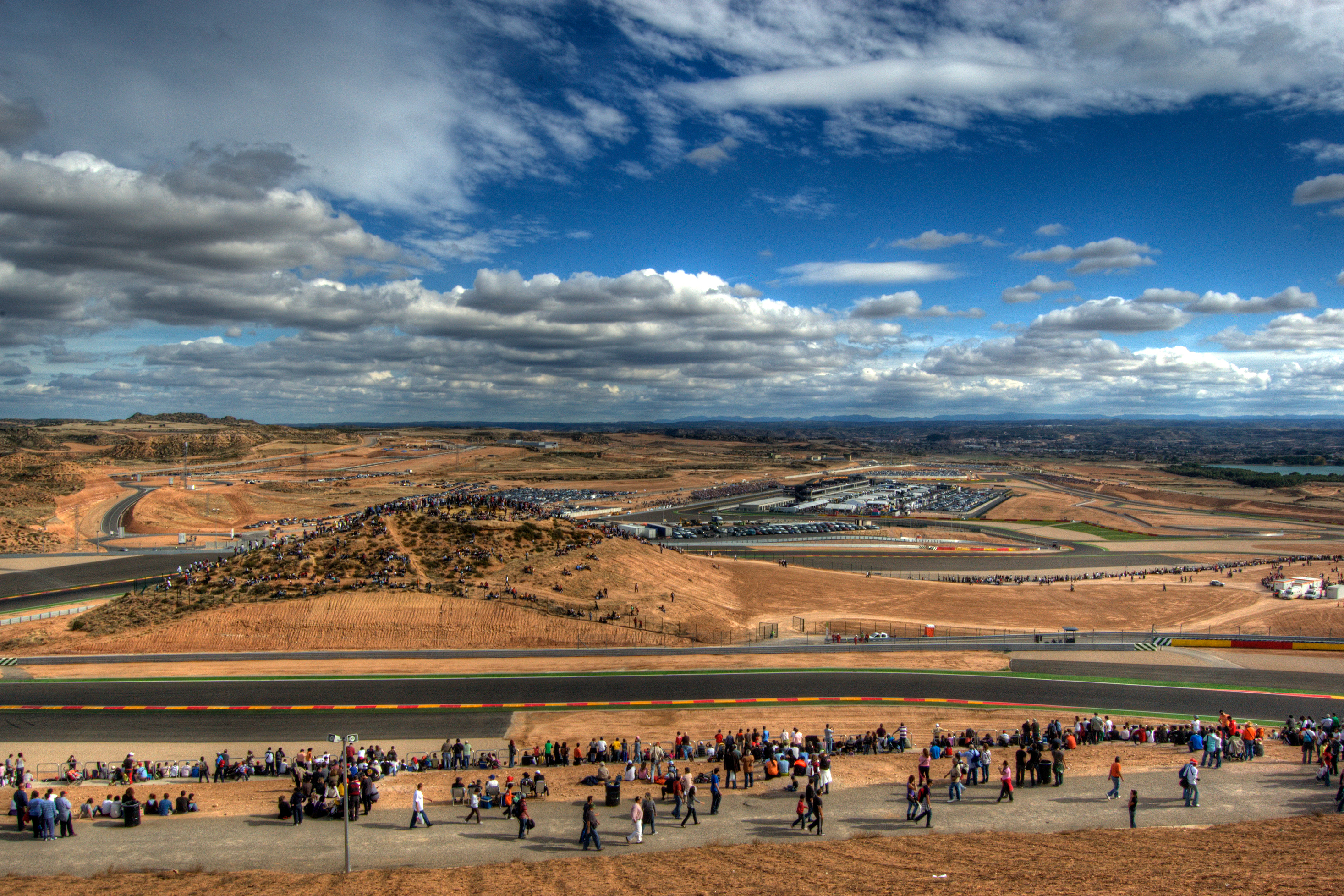
Panorámica de Motorland Aragón desde la pelouse

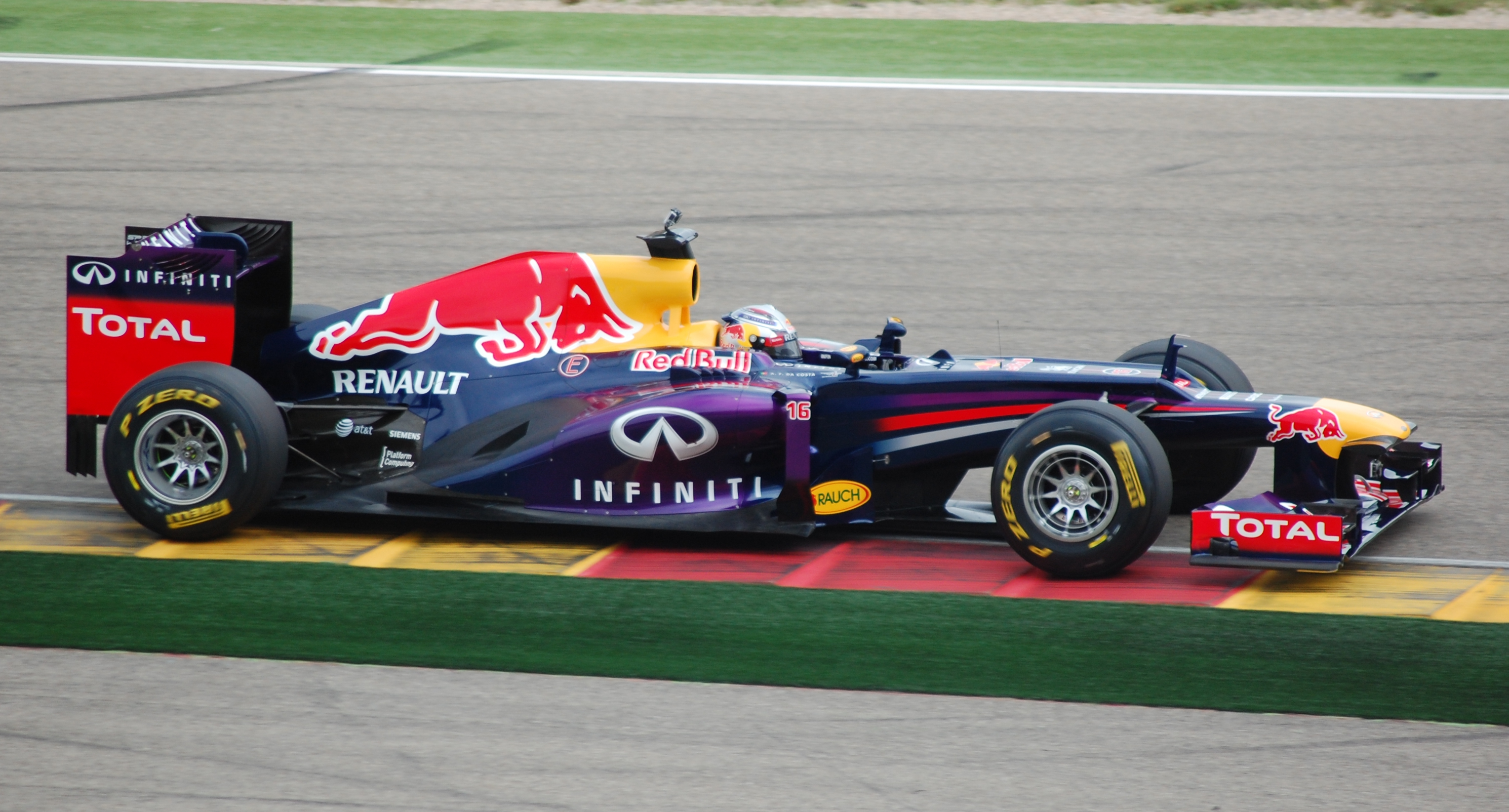
António Félix da Costa exibiendo el Red Bull RB8 durante las World Series (2014)

Motorland ha acogido competiciones de renombre internacional pero ya desaparecidas la WTCR (2020-2022) o como las World Series by Renault (2009-2017), donde los equipos Red Bull Racing y Renault F1 realizaban exhibiciones al público de la mano de pilotos como Carlos Sainz Jr. Daniel Ricciardo, António Félix da Costa o Patrick Friesacher. También alberga pruebas del Campeonato Mundial de Superbikes desde 2011 de manera ininterrumpida hasta 2027.
El proyecto de US F1 Team acordó en 2009 establecer su sede europea en el parque tecnológico de Technopark motorland en vías al debut de la escudería en la Fórmula 1 a partir de 2010 aunque finalmente nunca sucedió.
Desde 2010 es sede del Gran Premio de Aragón de Motociclismo del Campeonato Mundial de Motociclismo, ha sido condecorado como mejor gran premio de las temporadas 2010, 2013 y 2015.
En 2011 se especuló con la posibilidad de que albergara una prueba de Fórmula 1 en sustitución del Gran Premio de Baréin, debido al conflicto que atravesó dicho país y que finalmente no se disputó en ninguno de ambos. En 2020 durante la Pandemia de COVID-19 varios países donde la Fórmula 1 iba a celebrarse cancelaron sus grandes premios debido a las restricciones locales, debido a esto el entonces vicepresidente de Aragón Arturo Aliaga tanteó la posibilidad de acoger un gran premio aunque finalmente se descartó la idea debido al canon de 25 millones de euros que debía abonar para llevarlo a cabo.
Durante el Gran Premio de Aragón de Motociclismo de 2018 el circuito preparó un homenaje al vigente campeón del mundial Marc Márquez erigiendo un monumento en la curva 10 en la salida del sacacorchos que pasó a llevar su nombre.
En 2021 se lamentó la pérdida de Hugo millan durante una prueba del FIM CEV International Championship, el joven piloto sufrió un accidente grave que terminó costándole la vida.
Motorland no acogió la edición de MotoGP en 2023 regresando al año siguiente. Actualmente el Gobierno de Aragón tiene acordado con Dorna Sports seguir disputando el gran premio hasta 2026.
El circuito de velocidad cerró sus instalaciones entre abril y junio de 2024 debido a unas obras de reasfaltado de la pista y reacondicionamiento general solicitado por la Federación Internacional del Automóvil y la Federación Internacional de Motociclismo.
El actual director gerente es desde 2024 el alcañizano Jorge Panadés tras la breve gestión del anterior gerente Miguel Ángel Cobo Lozano.

## Circuito de velocidad

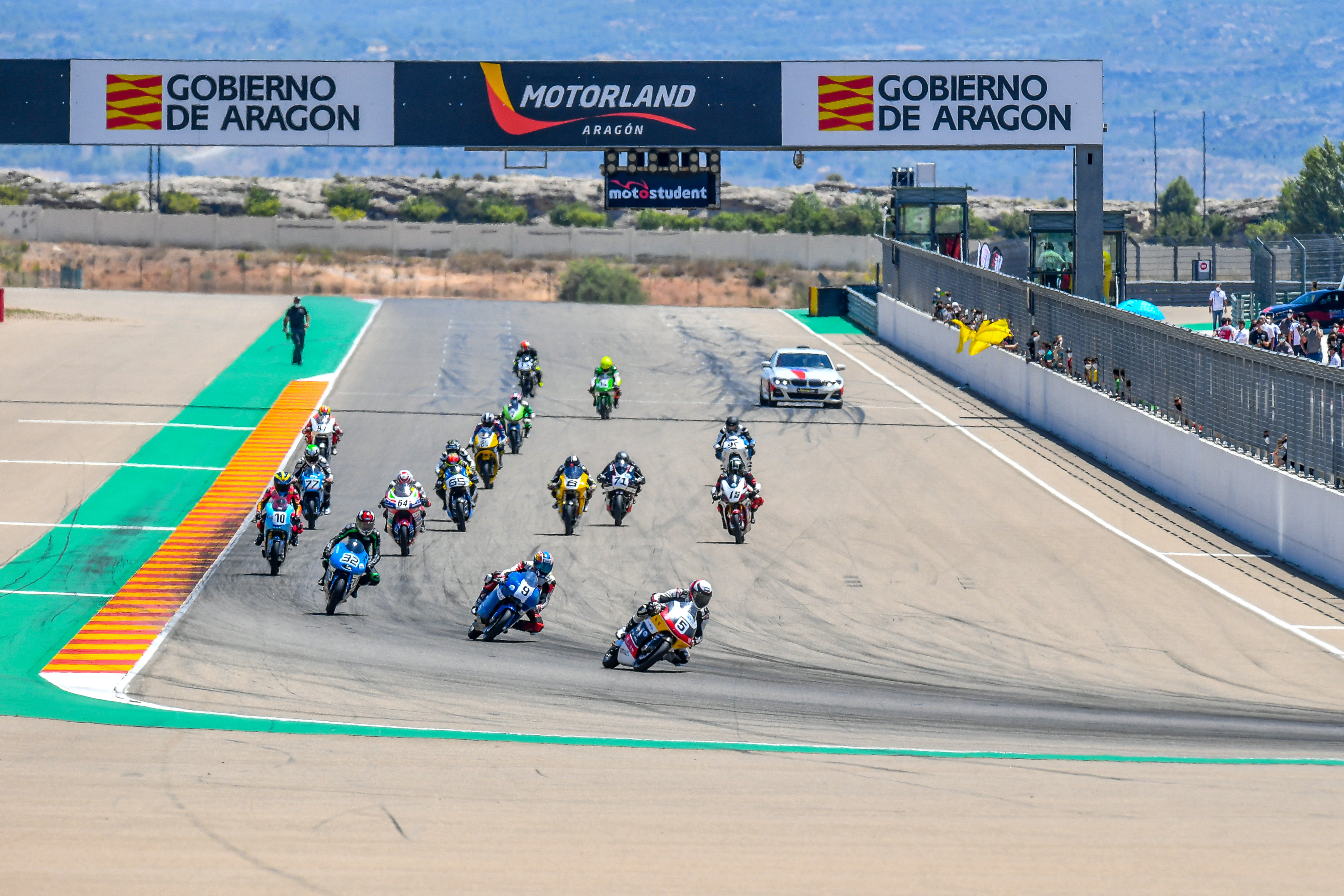
Recta de meta del circuito de velocidad

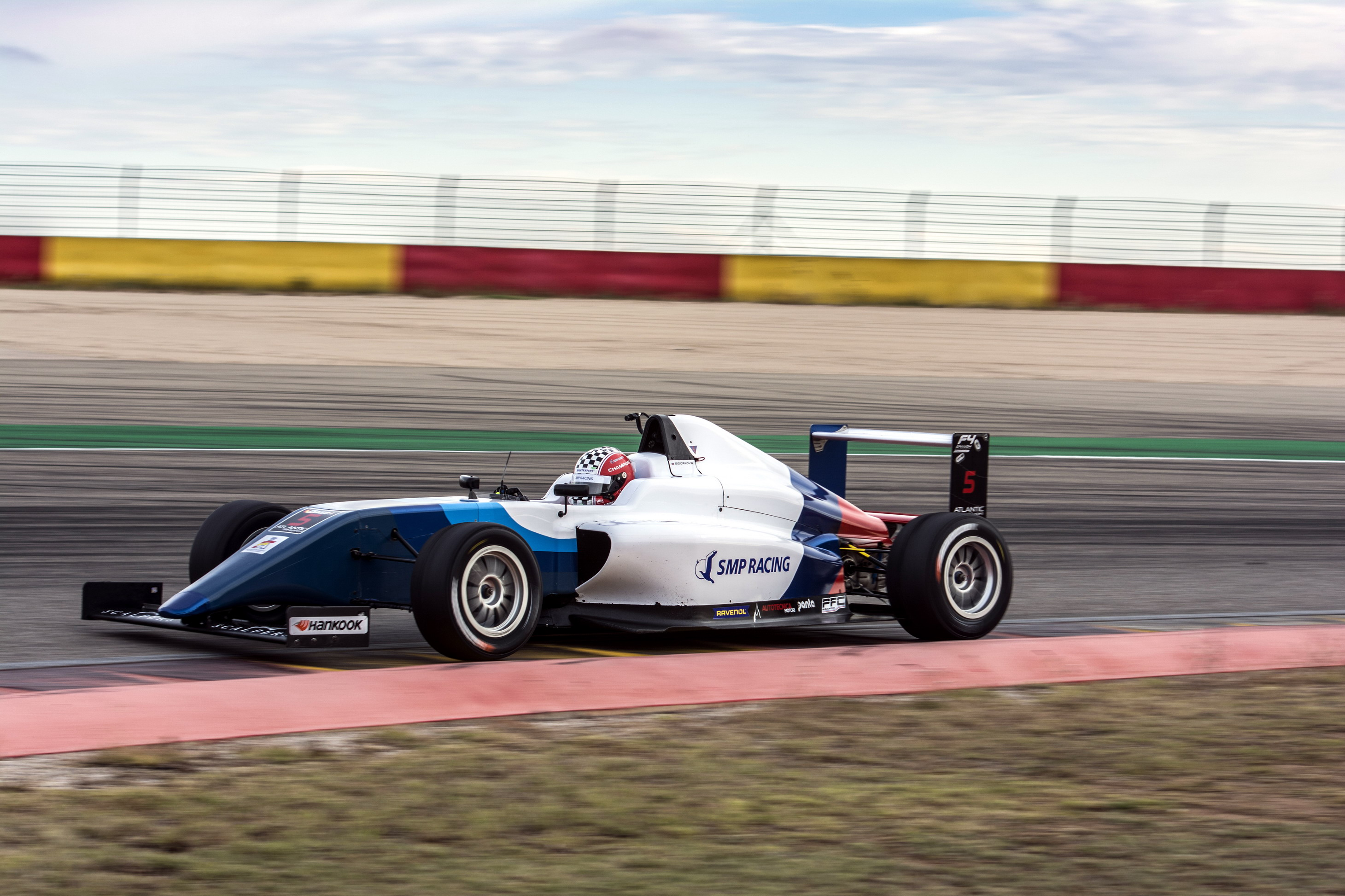
Monoplaza de la F4 Española pasando por la curva 5 (2019)

El proyecto fue desarrollado por el ingeniero alemán Hermann Tilke, a cuyo gabinete se deben los actuales trazados de los circuitos de Sepang (Malasia), Baréin, Shanghái (China), Estambul (Turquía) y Fuji (Japón) y construido por la empresa Acciona. También estuvo inmerso en el proyecto el piloto Pedro Martínez de la Rosa en función de asesor técnico. A lo largo de los años se han realizado pequeñas reformas añadiendo escapatorias de asfalto y de grava para mejorar la seguridad, en 2024 la pista sufrió su primer reasfaltado completo. Los otros trazados opcionales son los siguientes: Circuito n.º 2 de 3525 m, Circuito n.º 3 de 2820 m, Circuito n.º 4 de 2745 m o 2595 m y Circuito n.º 5 de 1726 m.
El complejo se encuentra adaptado a la orografía del Bajo Aragón; esta es una de las principales características del circuito diseñado por Tilke, que intenta adaptarse al terreno del entorno.Está homologado a la categoría 1T de la Federación Internacional del Automóvil, lo cual permite efectuar en él entrenamientos de Fórmula 1, y a las categorías 2, 3 y 4 y "Grado A Grand Prix" de la Federación Internacional de Motociclismo. Actualmente se celebran competiciones del nivel como Superbikes y MotoGP. Gracias a la variedad del trazado y a la discreta localización del circuito este acoge durante todo el año múltiples pruebas para vehículos de diferentes categorías del motor, pilotos como Fernando Alonso o Sebastian Vettel han realizado entrenamientos en las instalaciones.
|                                                 |
| Trazado para Campeonatos de Automovilismo (FIA) |

|                                                |
| Trazado para Campeonatos de Motociclismo (FIM) |

|                        |
| Tercer Trazado (Corto) |

|                                       |
| Cuarto Trazado (Variación del corto). |

Características
- Longitud total: 5077 m, (circuito FIM) 5344 m (circuito FIA).
- Sentido de giro: antihorario.
- Recta de mayor longitud: 975 m en el trazado FIM, y 1212 m en el FIA.
- Anchura: 12 m, llegando a 15 m en recta de meta.
- Longitud de la recta de salida: 630 m.
- Número de curvas: 18 (circuito FIA) / 16 (circuito FIM).
- Pendiente máxima: 5,4% (ascendente) y 7,2 % (descendente).
- Desnivel de 50 m
- Superficie del paddock: 33 700 m².[20]

### Homenajes

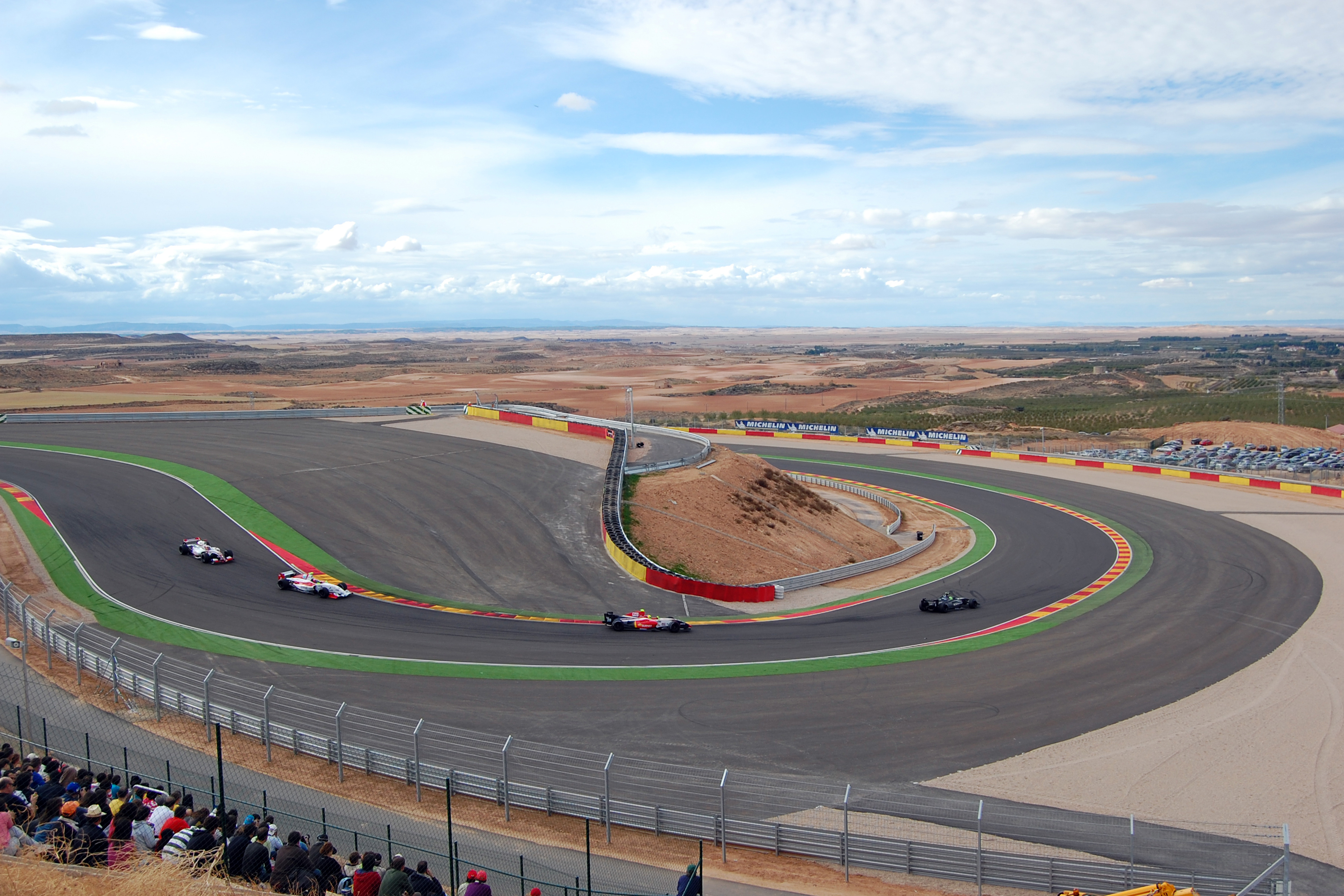
Curvas 8 y 9 "El sacacorchos"

- Curvas 8-9: El Sacacorchos, Chicane conocida con este nombre por su parecido con el de Laguna Seca.
- Curva 10: Marc Márquez, nombrada así en homenaje al piloto español de motociclismo, 6 veces campeón de Moto GP, 1 en Moto2 y 1 en 125cc.[21]
- Curva 4: Carlos Checa, campeón del Campeonato Mundial de Superbikes
- Otros: nombre del edificio principal del TechnoPark Motorland en homenaje al doctor Joaquín Repollés, impulsor de las carreras de Alcañiz.[22]

## Instalaciones

### Circuito de karting

Circuito internacional de Karting

Diseñado por el español Jaime Nogué (GPO) e inaugurado en 2007, el trazado es homologable para la disputa de competiciones internacionales de dicha especialidad y ha albergado pruebas del Campeonato de España de Karting o del Campeonato europeo FIA. Sus principales características son:
- Longitud total: 2049 m.
- Longitud del circuito homologable: 1.671,633 m.
- Anchura: 10 m - 15,75 m.
- Longitud de la recta de meta: 180 m.
- Número de curvas: 9 a izquierdas y 10 a derechas
- Pendiente máxima: 3,25% (ascendente) y 4,5 % (descendente)
- Superficie del paddock: 200 plazas de 8 x 6

El diseño de este circuito permite alargarlo o acortarlo según la competición que se celebre en el mismo. A su vez el circuito principal puede dividirse en dos circuitos independientes de un 1 km de longitud aproximado para cada uno, los circuitos disponen de dos paddock y viales de acceso para su uso independiente.

### Circuitos de tierra

Circuito de Autocross

Diseñados por el arquitecto aragonés Carlos Miret Bernal, los diferentes trazados ocupan una superficie de 34 hectáreas. Permiten la celebración de competiciones de autocross, motocross, rallycross y dirt-track. Se celebran competiciones como el campeonato de Europa de autocross o el Campeonato de España de Autocross.

### Parque tecnológico
El parque tecnológico conocido como TechnoPark Motorland Es un espacio con 21 hectáreas de naves industriales y comerciales dedicadas a la industria del sector del motor en las que los fabricantes de vehículos y componentes cuentan con instalaciones para realizar ensayos, investigaciones, homologaciones, pruebas dinámicas y desarrollos de producto así como ser organizador de la competición internacional MotoStudent.

## Competiciones

### MotoGP
El Campeonato Mundial de Motociclismo lleva disputándose en Motorland desde 2010, aquel año entró en el calendario como circuito de reserva y terminó debutando en el calendario en sustitución del frustrado gran premio de Hungría en circuito de Balatonring , Casey Stoner se llevó la primera edición marcada por el trágico accidente de Shōya Tomizawa en el GP anterior. No obstante la organización, la fuerte acogida de los aficionados y las modernas instalaciones condecoraron al Gran premio de Aragón 2010 como mejor GP de la temporada, garantizando su continuidad en los años siguientes.
Debido a la creciente cantidad de grandes premios en el campeonato, se propuso en 2019 una rotación entre los 4 circuitos españoles (Aragón, Montmeló, Jerez y Valencia) la cual afectó a Motorland y dejó sin gran premio en 2023, volviendo a disputarse al año siguiente tras un acuerdo entre el Gobierno de Aragón y Dorna Sports que continua la celebración del gran premio hasta 2026
Actualmente Marc Márquez es el piloto con más victorias (7 en MotoGP, 1 en Moto2) y ostenta el récord de la pista en la categoría (1.45.704)

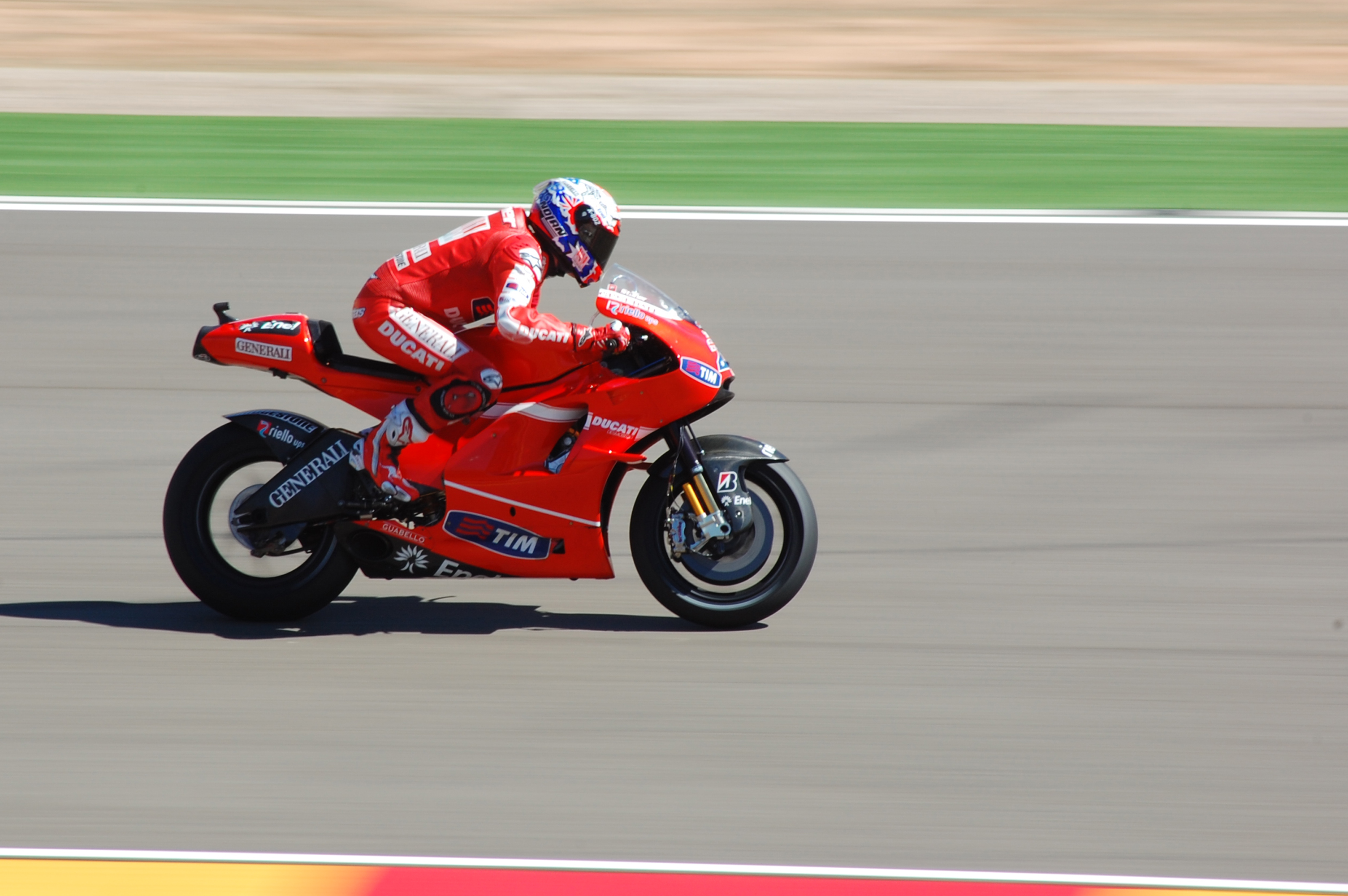
Casey Stoner, primer ganador del gran premio de Aragón en 2010

Ganadores del Gran Premio de Aragón:
| Año  | Circuito         | Moto3              | Moto3        | Moto2             | Moto2        | MotoGP            | MotoGP       |
| Año  | Circuito         | Piloto             | Constructor  | Piloto            | Constructor  | Piloto            | Constructor  |
| ---- | ---------------- | ------------------ | ------------ | ----------------- | ------------ | ----------------- | ------------ |
| 2024 | Motorland Aragón | José Antonio Rueda | KTM          | Jake Dixon        | Kalex        | Marc Márquez      | Ducati       |
| 2023 | No disputado     | No disputado       | No disputado | No disputado      | No disputado | No disputado      | No disputado |
| 2022 | Motorland Aragón | Izan Guevara       | Gas Gas      | Pedro Acosta      | Kalex        | Enea Bastianini   | Ducati       |
| 2021 | Motorland Aragón | Dennis Foggia      | Honda        | Raúl Fernández    | Kalex        | Francesco Bagnaia | Ducati       |
| 2020 | Motorland Aragón | Jaume Masiá        | Honda        | Sam Lowes         | Kalex        | Álex Rins         | Suzuki       |
| 2019 | Motorland Aragón | Arón Canet         | KTM          | Brad Binder       | KTM          | Marc Márquez      | Honda        |
| 2018 | Motorland Aragón | Jorge Martín       | Honda        | Brad Binder       | KTM          | Marc Márquez      | Honda        |
| 2017 | Motorland Aragón | Joan Mir           | Honda        | Franco Morbidelli | Kalex        | Marc Márquez      | Honda        |
| 2016 | Motorland Aragón | Jorge Navarro      | Honda        | Sam Lowes         | Kalex        | Marc Márquez      | Honda        |
| 2015 | Motorland Aragón | Miguel Oliveira    | KTM          | Esteve Rabat      | Kalex        | Jorge Lorenzo     | Yamaha       |
| 2014 | Motorland Aragón | Romano Fenati      | KTM          | Maverick Viñales  | Kalex        | Jorge Lorenzo     | Yamaha       |
| 2013 | Motorland Aragón | Álex Rins          | KTM          | Nicolás Terol     | Suter        | Marc Márquez      | Honda        |
| 2012 | Motorland Aragón | Luis Salom         | Kalex KTM    | Pol Espargaró     | Kalex        | Dani Pedrosa      | Honda        |
| Año  | Circuito         | 125 cc             | 125 cc       | Moto2             | Moto2        | MotoGP            | MotoGP       |
| Año  | Circuito         | Piloto             | Constructor  | Piloto            | Constructor  | Piloto            | Constructor  |
| 2011 | Motorland Aragón | Nicolás Terol      | Aprilia      | Marc Márquez      | Suter        | Casey Stoner      | Honda        |
| 2010 | Motorland Aragón | Pol Espargaró      | Derbi        | Andrea Iannone    | Speed Up     | Casey Stoner      | Ducati       |

### 500km de Alcañiz
Los 500 kilómetros de Alcañiz fueron una prueba de resistencia creada por Vline (organizador del GT-CER) en 2009 y descontinuada tras 2019. Consistía en una carrera de 4 horas de duración (excepto en la primera edición), que admitía a GTs y turismos con reglamentación deportiva y técnica similar al del Campeonato de España de Resistencia. En popularidad la prueba cogió el relevo de las 24 Horas de Barcelona como prueba nacional de resistencia de bajo coste referente, y aunque gozó de buena salud en cuanto inscritos en los primeros años, en los últimos sus parrillas se vieron muy mermadas. Kosta Kanaroglou (9) y Oliver Campos (8) dominaron el palmarés de la prueba, a pesar de no tener siempre el coche más rápido.
Ganadores
| Año  | Vencedores absolutos | Vencedores absolutos | Vencedores absolutos | Automóvil             | Escudería               | N.V. |
| ---- | -------------------- | -------------------- | -------------------- | --------------------- | ----------------------- | ---- |
| 2009 | Kosta Kanaroglou     | Oliver Campos        | Oliver Campos        | Ginetta G50           | Esc Española de Pilotos | 89   |
| 2010 | Kosta Kanaroglou     | Oliver Campos        | Oliver Campos        | Ginetta G50           | Esc Española de Pilotos | 106  |
| 2011 | Kosta Kanaroglou     | Oliver Campos        | Oliver Campos        | Ginetta G50           | Esc Española de Pilotos | 107  |
| 2012 | Kosta Kanaroglou     | Oliver Campos        | Oliver Campos        | Ginetta G50           | Esc Española de Pilotos | 110  |
| 2013 | Kosta Kanaroglou     | Oliver Campos        | Oliver Campos        | Ginetta G50           | Esc Española de Pilotos | 114  |
| 2014 | Kosta Kanaroglou     | Oliver Campos        | Oliver Campos        | Mosler MT900          | Esc Española de Pilotos | 105  |
| 2015 | Kosta Kanaroglou     | Oliver Campos        | Oliver Campos        | Mosler MT900          | Esc Española de Pilotos | 119  |
| 2016 | Kosta Kanaroglou     | Oliver Campos        | Oliver Campos        | Mosler MT900          | Esc Española de Pilotos | 105  |
| 2017 | Gianluigi Vicinanza  | Jurgen Smet          | Álex Cosin           | Renault Sport R.S. 01 | Monlau Competición      | 120  |
| 2018 | Kosta Kanaroglou     | Manuel Cintrano      | Javier Morcillo      | Mosler MT900          | E2P                     | 118  |
| 2019 | Joan Vinyes          | Jaume Font           | Jaume Font           | Porsche 911 Cup GT3   | Baporo Motorsport       | 113  |